# Điđacô thành Alcalá
Thánh Điđacô (Latinh: Sanctus Didacus, tiếng Tây Ban Nha: San Diego) là một tu sĩ Công giáo Rôma thuộc Dòng Anh Em Hèn Mọn. Ông sinh khoảng năm 1400 và mất ngày 12 tháng 11 năm 1463 tại Alcalá de Henares, Tây Ban Nha.

## Tiểu sử
Điđacô xuất thân từ một gia đình nghèo khổ, cha mẹ ông trao ông cho một thầy ẩn tu nuôi dưỡng. Khi lớn lên, Điđacô cảm thấy được mời gọi vào đời sống tu trì nên ông đã nộp đơn gia nhập Dòng Anh Em Hèn Mọn tại tu viện Arizafa và được thu nhận là một tu sĩ dòng ba. Năm 1445, ông được chọn cho vị trí giám hộ cộng đoàn tu sĩ Phan Sinh trên đảo Canary, Fuerteventura. Đến năm 1446, tại đây, các tu sĩ Phan Sinh bắt đầu thành lập một tu viện mang tên San Buenaventura. Mặc dù theo nguyên tắc thông thường thì một tu sĩ giáo dân (dòng ba) sẽ khó có thể được giữ chức giám tỉnh của dòng nhưng bằng sự nhiệt tình, cẩn trọng và sự thánh thiện của mình, Điđacô đã được chọn cho chức vụ đó.
Năm 1449, ông được gọi về Tây Ban Nha. Trước tiên, ông đến Roma dự lễ phong thánh cho Bernardino thành Siena vào năm 1450. Tại Alatraz, ông thực thi chức vụ một cách khiêm tốn tại tu viện Ara Coeli và viết hồi ký ghi lại những điều kỳ diệu mà ông đã từng chứng kiến.
Sau đó, ông về Tây Ban Nha và sống hoàn toàn thinh lặng, chiêm niệm. Ông qua đời vào ngày 12 tháng 11 năm 1463 tại tu viện Convento de Santa María de Jesús ở Alcalá do bị áp xe. Người ta kể rằng: mặc dù bị áp xe, nhiễm trùng nhưng thi hài của Điđacô vẫn toát ra mùi thơm thay vì mùi hôi thối.
Ông được Giáo hoàng Xíttô V phong thánh vào năm 1588. Tên của ông hiện được đặt cho một số thành phố, thực thể mang truyền thống Tây Ban Nha như San Diego ở California (Hoa Kỳ). 